# Teodor Pejačević
Dr. Teodor grof Pejačević Virovitički (puno ime: Teodor Maria Ferdinand Julian Gerard grof Pejačević de Verőcze, njem.Theodor Maria Ferdinand Julian Gerard Graf Pejacsevich von Verőcze) (Našice, 24. rujna 1855. – Beč, 22. srpnja 1928.), hrvatski političar, pravnik i državnik te hrvatski ban od 1903. do 1907. godine. Od 1913. do 1917. bio je hrvatski ministar u ugarskoj vladi. Član je plemićke obitelji Pejačević.

## Rani život i karijera
Rodio se kao drugo dijete i prvi sin grofa Ladislava Pejačevića i barunice Gabrijele Döry von Jobahaza. Otac mu je služio kao hrvatski ban od 1880. do 1883. Studirao je pravo na sveučilištima u Bonnu i Budimpešti te je postao doktor prava. Nakon toga je služio u upravi u Osijeku i Zagrebu. 22. siječnja 1881. vjenčao se u Budimpešti s barunicom Elizabetom Vay de Vaya (Alsózsolca 13.10.1860.- Našice 14.1.1941.), kćerkom baruna Lajosa Vay de Vaya, velikog župana Boršodske županije i grofice Erzsébet Teleki de Szék. Imali su petero djece: Marka, Velimira, Teodoru, (kasnije slavnu hrvatsku skladateljicu i violinisticu) te Elizabetu i Gabrijelu.
Djeca:
- Maria Marko Gustav Rudolf Bela Pejačević (Budimpešta 28.4.1882.- Našice 22.6.1923.) ~ Budimpesta 9.11.1905. Minka Beáta Anna Emerika Beniczky de Benicz et Micsinye (1.1.1885.- Budimpešta 5.11.1940)
- Maria Velimir Josip Gabrijel Pejačević (Budimpešta 26.7.1883.- Paris 5.3.1927.)
- Maria Theodora Paulina Sofija Pejačević (Budimpešta 10.9.1885.- München 5.3.1923.) ~ Našice 14.9.1921. Ottomar von Lumbe (Beč 17.4.1892.- Beč 28.11.1978.)
- Gabrijela Maria Julija Ladislava Pejačević (Osijek 4.1.1894.- Vevey, Kt. Vaud 7.1.1977.) ~ 1. brak: Budimpešta 9.11.1912. (raz. 1920.) grof Lipot Edelsheim-Gyulai de Marosnémeth et Nádaska (Brezovica 6.7.1888.- Cannes 17.5.1981.); ~ 2. brak: Janovice 23.5.1920. Josef Kochanovszky de Vágújhelyet Kohanócz (Nyitra 4.8.1880.- Lausanne 1.7.1961.)
- Elizabeta Maria Gabrijela Klementina Pejačević (Budapest 31.7.1891. – 8.6.1897.)

Od 1881. do 1918. bio je zastupnik u Domu velikaša Ugarsko-hrvatskog sabora u Budimpešti. Kao unionist izabran je za zastupnika Hrvatski sabor. Bio je jedan od najbogatijih ljudi u Hrvatskoj toga vremena, industrijski magnat i veleposjednik. Od 1886. do 1901. bio je veliki župan Virovitičke županije. 1901. imenovan je za zastupnika u Zastupnički dom zajedničkog ugarsko-hrvatskog sabora.

## Banovanje
29. lipnja 1903. stupio je na bansku dužnost nakon ostavke Khuena Hedervaryja. Obećao je normalizirati politički život slobodom tiska i okupljanja. Za vrijeme njegovog banovanja donošenjem Riječke i Zadarske rezolucije programira se politika novog smjera te dolazi do stvaranja Hrvatsko-srpske koalicije, koja pobjeđuje na izborima za Sabor 1906. Pomirljivom i kompromisnom politikom, Pejačević sklapa sporazum s HSK te ljudi iz Koalicije preuzimaju resore u Hrvatskoj vladi.
U Ugarsko-hrvatskom saboru Kossut predlaže zakonsku osnovu o željezničkoj pragmatici, kojom se nastojalo ozakoniti potpunu mađarizaciju željezničkog prometa, prema krilatici "Čije su željeznice - njegova je i zemlja". Protiv tog prijedloga hrvatsko se izaslanstvo borilo njegovom opstrukcijom. Nakon povratka u Zagreb ban Pejačević se solidarizirao s takvim stajalištem i morao je podnijeti ostavku. Istovremeno su ostavku podnijeli i svi ministri i tajnici u Vladi iz HSK.

### Kabinet
- podban i predstojnik odjela za unutarnje poslove: barun Vladimir Nikolić Podrinski
- predstojnik odjela za pravosuđe: Antun Badaj
- predstojnik odjela za bogoštovlje i nastavu: Milan Rojc

## Kasniji život
1913. imenovan je ministrom za Hrvatsku u ugarskoj vladi. No, kako se nalazio u Francuskoj kad je izbio Prvi svjetski rat, 22. kolovoza 1914. bio je zadržan i interniran od strane francuskih vlasti kao ministar neprijateljske države. Krajem rata, u općoj anarhiji i kaosu, nakon raspada Monarhije njegov posjedi i dvorac u Našicama bili su opljačkani i oštećeni. Umro je u Beču u 73. godini.

## Odlikovanja i časti
- Tajni dvorski savjetnik[2]
- Dvorski komornik[2]
- Vitez Kraljevskog ugarskog reda Svetoga Stjepana[2]
- Vitez Suverenog viteškog malteškog reda[2]
- Vitez Kneževskog lipeškog reda križa časti (njem)[2]
- supruga Elizabeta je bila proglašena dvorskom damom carice i kraljice Zite[3]

## Vanjske poveznice
- (njem.) Kratki životopis grofa Pejačevića
- Dr. Teodor Pejačević - posjednik dvoraca  Arhivirana inačica izvorne stranice od 18. srpnja 2011. (Wayback Machine)
- (engl.) Teodor Pejačević - vlasnik dvorca Našice

| prethodnik Dragutin Khuen-Héderváry | hrvatski ban 1903. – 1907. | nasljednik Aleksandar Rakodczay |